# Johann Werner Streithorst
Johann Werner Streithorst (* 18. Mai 1746 in Wernigerode; † 17. Februar 1800 in Halberstadt) war ein deutscher evangelischer Theologe und Schriftsteller.

## Leben
Der Sohn des Gürtlers Johann Ernst Streithorst besuchte die Lateinschule seiner Heimatstadt und von 1758 das Lyceum in Wernigerode. 1765 studierte er Theologie an der Universität Halle. 1768 wurde er fünfter Lehrer am Lyceum in Wernigerode. 1772 wechselte er als Subkonrektor an die Martinschule von Halberstadt, war 1773 Konrektor ebenda und Diakon an der Heiligen-Geist-Hospitalkirche. 1773 wurde er Konrektor der Halberstädter Martinischule, womit auch das Amt des Frühpredigers an der Spitalkirche verbunden war. 1775 wurde er zum zweiten Domprediger berufen. 1788 erfolgte seine Beförderung zum ersten Domprediger und wirklichen Konsistorialrat, zugleich war er als Oberdomprediger sowie Oberinspektor sämtlicher domkapitularischer Kirchen und Schulen in Halberstadt tätig.
Nach seinem Tod wurde seine Leichenpredigt in Druck gegeben.

## Werke (Auswahl)
- Erste Linien der Erdbeschreibung für Anfänger, Wernigerode 1770
- Entwurf zur Verbesserung der domkapitlarischen Landschulen, Halberstadt 1787